# Moroso
Moroso es la persona física o jurídica que no ha cumplido una obligación a su vencimiento. 
Para ser reconocido legalmente como moroso debe obrar en poder de ambas partes un documento legalmente reconocido donde el deudor esté obligado a efectuar dichos pagos por ejemplo: contratos de créditos, contratos de tarjetas de crédito, contratos de servicios telefónicos, escrituras hipotecarias y escrituras de crédito con garantías hipotecarias, letras de cambio, cheques o pagarés impagados.
De no existir dicho documento la deuda no existe legalmente y no se puede proceder contra el/la deudor/a. En el ámbito bancario español se suele aplicar a partir del tercer recibo impagado.

## Consecuencias
Los morosos suelen incluirse en ficheros o listas automatizadas para apoyar la toma de decisiones en el ámbito financiero y crediticio, estos ficheros pueden pertenecer a asociaciones bancarias, financieras o empresas privadas. Las entidades consultan el fichero cuando una persona va a pedir un crédito, o una financiación, o cualquier otra operación que entrañe un riesgo económico, para comprobar si la persona que lo solicita está al corriente en operaciones similares con otras entidades. Es, por tanto, un mecanismo de información, que agiliza las miles de gestiones que se realizan al día, el solicitante pide el préstamo pongamos de ejemplo, la empresa consulta la lista de deudores de la central de riesgo crediticio y corrobora si el solicitante esta libre de deudas o no. 
Como consecuencia ello puede traerles varios y graves problemas como la falta de aceptación de los bancos a la hora de fraccionar pagos o solicitar créditos o aplazamientos debido al riesgo que ello supone.
También a la hora de contratar servicios de empresas de telefonía móvil.
En España, estos ficheros de morosidad se encuentran regulados por el artículo 29.2 de la ley Orgánica de Protección de Datos, formalmente denominado “Fichero de cumplimiento o incumplimiento de obligaciones dinerarias”. Asimismo en dicha normativa se recoge que quien figura en dichos ficheros tiene derecho a ser informado de su inclusión de forma expresa, así como el derecho de acceso, rectificación, cancelación y oposición (ARCO).

## Centrales de información crediticia.
Los morosos también son comunicados a la Central de Información de Riesgos de los bancos centrales de cada país. A su vez, las empresas pueden comunicar los datos del moroso a determinadas empresas privadas que se encargarán de facilitar los datos a los bancos cuando así ellos lo soliciten. También se notificara que se ha sido incluido en dichos ficheros y de como se puede salir de él (pagando, lógicamente). Las centrales de información de riesgos están sujetas a una fuerte política de protección de datos (por ejemplo, en es España regulada por el Real Decreto 15/1999 de 13 de diciembre y BOE del 14 de diciembre de 1999 que crea la Ley Orgánica de Protección de Datos de Carácter Personal) y el posterior Reglamento RD 1170/2007 que desarrolla la LOPD.
Estas son algunas de las centrales crediticias del mundo:
| País           | Central/es |
| -------------- | --- |
| Argentina      | Nosis S.A., Organización Veraz S.A (actualmente una Empresa Equifax)                                             |
| Brasil         | SPC; Serasa Experian                                                                                             |
| Canadá         | Equifax Canadá                                                                                                   |
| Chile          | Equifax Chile S.A. (Dicom)                                                                                       |
| Colombia       | Data Crédito, Buró de Crédito CIFIN                                                                              |
| Ecuador        | Equifax |
| España         | Registro de Aceptaciones Impagadas (RAI); ASNEF; Experian; Incidencias Comerciales por Impago en la red (ICIRED) |
| Estados Unidos | Equifax, TransUnion                                                                                              |
| México         | Buró de Crédito                                                                                                  |
| Perú           | Infocorp que fue comprado por Equifax; Xchange Perú                                                              |
| Reino Unido    | Equifax |
| Uruguay        | Clearing (una empresa de Equifax)                                                                                |

## Procedimientos para recuperar deudas

### España
En España, existen varias maneras de proceder contra los impagados: Una de ellas es el denominado proceso monitorio amparado en el derecho civil. Consiste en hacer una petición formal al juzgado de primera instancia de nuestra localidad haciendo constar los datos del moroso, domicilio (si se conociese) y cantidad impagada (sobra decir que esa deuda tiene que estar reconocida legalmente por algún documento mercantil incluso creado unilateralmente. Para presentar la demanda no es necesaria la presencia de abogado ni procurador pero este procedimiento sólo es aplicable para deudas no superiores a 30.000 Euros puesto que de lo contrario deberemos presentar una demanda formal ante el juez de primera instancia de nuestra localidad. El deudor podrá oponerse dentro de los primeros 20 días hábiles precisando siempre la asistencia de abogado y procurador.
Si la deuda es causada por el impago de documentos cambiarios (cheques, pagarés, letras de cambio) deberemos iniciar un juicio cambiario, donde la presencia de abogado y procurador es necesaria.
Tanto en un caso como en otro el juzgado remitirá a los deudores una comunicación dándoles de plazo 15 días para satisfacer la deuda pendiente más los intereses de demora ocasionados. Por otra parte podemos pedir que se ejecute el embargo preventivo de los bienes que el deudor tenga a su nombre hasta que la deuda sea satisfecha, en caso contrario, el embargo será definitivo.
| Nombre del Procedimiento | Cantidad límite | ¿Abogado y Procurador necesarios? |
| ------------------------ | --- | --------------------------------- |
| Procedimiento Monitorio  | Hasta 30.000 Euros. Deuda reconocida legalmente por un documento público o privado suscrito por ambos donde uno de ellos se compromete a efectuar pagos a otro. | No, pero recomendable             |
| Juicio Cambiario         | Cualquier cantidad siempre que esté reconocida por un documento cambiario (cheques, pagarés y letras de cambio).                                                | Sí                                |

### Perú
En Perú, la Superintendencia de Banca y Seguros se encarga de crear un registro de morosos en el país. Una de esas notificaciones, la de los prestadores a las centrales de riesgo, la gestiona Infocorp. La permanencia del estado de morosidad está contemplada en la Ley Complementaria a la Ley de Protección. El plazo es de tres a seis meses desde que se haya pagado la deuda de forma irregular.